# William Elliot-Murray-Kynynmound (3e comte de Minto)
William Hugh Elliot-Murray-Kynynmound, 3e comte de Minto (19 mars 1814 - 17 mars 1891), est un homme politique britannique Whig.

## Biographie
Il est le fils aîné de Gilbert Elliot-Murray-Kynynmound (2e comte de Minto). De 1814 jusqu'à son avènement en 1859, il est titré vicomte Melgund.
Il fait ses études au Collège d'Eton et au Trinity College, Cambridge.
Il est élu comme député pour Hythe lors d'une élection partielle en mai 1837, et occupe le siège jusqu'aux élections générales de 1841, quand il se présente sans succès à Rochester.
Aux élections générales de 1847, il est élu député de Greenock Il occupe ce siège jusqu'aux élections générales de 1852, quand il se présente à Glasgow sans succès. Il est élu pour Clackmannanshire et Kinross-shire aux élections générales de 1857 mais ne se représente pas en 1859.
Il est fait chevalier du chardon en 1870.
Il épouse Emma, fille du général Thomas Hislop (1er baronnet) et leurs enfants sont William et Gilbert Elliot-Murray-Kynynmound, 4e comte de Minto.